# Résolution 259 du Conseil de sécurité des Nations unies
Membres permanents
- Chine (Taïwan)
- États-Unis
- France
- Royaume-Uni
- URSS

Membres non permanents
- Algérie
- Brésil
- Canada
- Danemark
- Éthiopie
- Hongrie
- Inde
- Pakistan
- Paraguay
- Sénégal

Résolution no 258 Résolution no 260
La résolution 259 du Conseil de sécurité des Nations unies est adoptée à 12 voix contre 0 lors de la 1 454e séance du Conseil de sécurité des Nations unies le 27 septembre 1968, soucieux du bien-être des habitants des territoires arabes alors occupés par Israël après la guerre des Six Jours, le Conseil a demandé au Secrétaire général d'envoyer un représentant spécial pour faire rapport sur l'application de la résolution 237. Le Conseil a demandé qu'Israël reçoive le Représentant spécial et coopère avec lui et que le Secrétaire général bénéficie de toute la coopération nécessaire pour mettre en œuvre la présente résolution.
La résolution a été adoptée par 12 voix contre zéro; le Canada, le Danemark et les États-Unis se sont abstenus.

### Sources
- (en) Cet article est partiellement ou en totalité issu de l’article de Wikipédia en anglais intitulé « United Nations Security Council Resolution 259 » (voir la liste des auteurs).

### Texte
- Résolution 259 Sur fr.wikisource.org
- Résolution 259 Sur en.wikisource.org